# Campeonato Ecuatoriano de Fútbol Serie B 1978
El Campeonato Ecuatoriano de Fútbol Serie B 1978, conocido oficialmente como «Campeonato Nacional de Fútbol Serie B 1978», fue la 11.ª y 12.ª edición del Campeonato nacional de fútbol profesional de la Serie B en Ecuador si se cuentan como torneos cortos y 7.ª en años. El torneo fue organizado por la Asociación Ecuatoriana de Fútbol (hasta el 26 de mayo de 1978 se reformó los estatutos y se cambió el nombre de la institución, pasándola a llamarse Federación Ecuatoriana de Fútbol). Para esta edición del torneo se jugó solamente con 12 equipos, como anécdota esta fue la segunda ocasión que la Liga Deportiva Universitaria participó en la Serie B, además este fue el único torneo que jugaría los dos equipos de la ciudad de Milagro como son: el U. D. Valdez que logró ser subcampeón de la primera etapa de la Serie B y llegó a ser el primer equipo de dicha ciudad en jugar en la Serie A y el Milagro S. C. que tuvo una mala campaña que lo ubicó como uno de los descendidos en esa campaña.
Bonita Banana obtuvo su primer título en su historia al lograr ganar la Primera etapa y América de Quito logró su primer título en el de la Segunda etapa.

## Sistema de juego
El Campeonato Ecuatoriano de la Serie B 1978 se jugó de la siguiente manera:
Primera etapa
Se jugó en encuentros de ida y vuelta (22 fechas) de las cuales los dos equipos el mejor de la tabla sería proclamado campeón y al segundo mejor ubicado sería el subcampeón así mismo ambos equipos jugarían en la 2.ª etapa del Campeonato Ecuatoriano de Fútbol 1978.
Segunda etapa
Se jugó en encuentros de ida y vuelta (22 fechas) de los cuales los equipos con mayor cantidad de puntos serían reconocidos como campeón y subcampeón y lograrían jugar en el Campeonato Ecuatoriano de Fútbol 1979, mientras que para el descenso a la Segunda Categoría, se definiría en un juego de permanencia entre los dos equipos de menor puntaje en la segunda etapa en juegos de ida y vuelta.

## Primera etapa

### Relevo semestral de clubes
| Pos. | de la Segunda etapa de la Serie A |
| ---- | --------------------------------- |
| 9º   | Carmen Mora                       |
| 10º  | Liga de Cuenca                    |

| Pos. | de la Segunda etapa de la Serie B |
| ---- | --------------------------------- |
| 1º   | Técnico Universitario             |
| 2º   | Deportivo Quito                   |

| Pos.  | de la Serie B |
| ----- | ------------- |
| Prom. | Macará        |

| Pos. | de la Segunda Categoría |
| ---- | ----------------------- |
| 1º   | Milagro S. C.           |

| Pos. | de la Segunda Categoría de Los Ríos |
| ---- | ----------------------------------- |
| 1º   | Deportivo Quevedo                   |

| Pos. | de la Segunda Categoría de Chimborazo |
| ---- | ------------------------------------- |
| 1º   | Olmedo                                |

### Datos de los clubes
| Equipo            | Ciudad    | Provincia  |
| ----------------- | --------- | ---------- |
| América de Quito  | Quito     | Pichincha  |
| Aucas             | Quito     | Pichincha  |
| Audaz Octubrino   | Machala   | El Oro     |
| Bonita Banana     | Machala   | El Oro     |
| Deportivo Quevedo | Quevedo   | Los Ríos   |
| Everest           | Guayaquil | Guayas     |
| Liga de Cuenca    | Cuenca    | Azuay      |
| Luq San           | Guayaquil | Guayas     |
| Milagro S. C.     | Milagro   | Guayas     |
| Olmedo            | Riobamba  | Chimborazo |
| U. D. Valdez      | Milagro   | Guayas     |
| 9 de Octubre      | Guayaquil | Guayas     |

### Equipos por ubicación geográfica
| Provincia  | N.º | Equipos                                                           |
| ---------- | --- | ----------------------------------------------------------------- |
| Guayas     | 5   | - Everest - Luq San - Milagro S. C. - U. D. Valdez - 9 de Octubre |
| El Oro     | 2   | - Audaz Octubrino - Bonita Banana                                 |
| Pichincha  | 2   | - América de Quito - Aucas                                        |
| Azuay      | 1   | - Liga de Cuenca                                                  |
| Chimborazo | 1   | - Olmedo                                                          |
| Los Ríos   | 1   | - Deportivo Quevedo                                               |

|  |

### Partidos y resultados
| Fecha 1           | Fecha 1   | Fecha 1          |
| Equipo Local      | Resultado | Equipo Visitante |
| ----------------- | --------- | ---------------- |
| 9 de Octubre      | 0 - 1     | Audaz Octubrino  |
| Luq San           | 3 - 2     | Olmedo           |
| Milagro S. C.     | 1 - 2     | Everest          |
| Deportivo Quevedo | 0 - 1     | Liga de Cuenca   |
| Bonita Banana     | 3 - 0     | América de Quito |
| Aucas             | 3 - 1     | U. D. Valdez     |

| Fecha 2          | Fecha 2   | Fecha 2           |
| Equipo Local     | Resultado | Equipo Visitante  |
| ---------------- | --------- | ----------------- |
| Everest          | 0 - 0     | Luq San           |
| U. D. Valdez     | 1 - 1     | 9 de Octubre      |
| Audaz Octubrino  | 1 - 1     | Aucas             |
| Olmedo           | 1 - 2     | Bonita Banana     |
| Liga de Cuenca   | 1 - 0     | Milagro S. C.     |
| América de Quito | 2 - 0     | Deportivo Quevedo |

| Fecha 3           | Fecha 3   | Fecha 3          |
| Equipo Local      | Resultado | Equipo Visitante |
| ----------------- | --------- | ---------------- |
| 9 de Octubre      | 1 - 0     | Liga de Cuenca   |
| Luq San           | 1 - 3     | América de Quito |
| Milagro S. C.     | 0 - 1     | Audaz Octubrino  |
| Deportivo Quevedo | 4 - 0     | Olmedo           |
| Bonita Banana     | 1 - 1     | U. D. Valdez     |
| Aucas             | 4 - 1     | Everest          |

| Fecha 4          | Fecha 4   | Fecha 4           |
| Equipo Local     | Resultado | Equipo Visitante  |
| ---------------- | --------- | ----------------- |
| Everest          | 3 - 1     | Bonita Banana     |
| U. D. Valdez     | 1 - 0     | Deportivo Quevedo |
| Audaz Octubrino  | 0 - 0     | Luq San           |
| Liga de Cuenca   | 1 - 1     | Aucas             |
| Olmedo           | 2 - 0     | Milagro S. C.     |
| América de Quito | 3 - 1     | 9 de Octubre      |

| Fecha 5           | Fecha 5   | Fecha 5          |
| Equipo Local      | Resultado | Equipo Visitante |
| ----------------- | --------- | ---------------- |
| 9 de Octubre      | 3 - 3     | Milagro S. C.    |
| Luq San           | 0 - 2     | U. D. Valdez     |
| Audaz Octubrino   | 0 - 1     | Bonita Banana    |
| Deportivo Quevedo | 2 - 1     | Everest          |
| Olmedo            | 1 - 0     | Liga de Cuenca   |
| Aucas             | 2 - 1     | América de Quito |

| Fecha 6          | Fecha 6   | Fecha 6           |
| Equipo Local     | Resultado | Equipo Visitante  |
| ---------------- | --------- | ----------------- |
| Luq San          | 1 - 0     | Aucas             |
| Everest          | 3 - 1     | Audaz Octubrino   |
| Milagro S. C.    | 1 - 1     | Deportivo Quevedo |
| Bonita Banana    | 4 - 0     | 9 de Octubre      |
| Liga de Cuenca   | 2 - 0     | U. D. Valdez      |
| América de Quito | 2 - 1     | Olmedo            |

| Fecha 7           | Fecha 7   | Fecha 7          |
| Equipo Local      | Resultado | Equipo Visitante |
| ----------------- | --------- | ---------------- |
| Milagro S. C.     | 1 - 1     | Bonita Banana    |
| U. D. Valdez      | 3 - 0     | América de Quito |
| Audaz Octubrino   | 1 - 1     | Liga de Cuenca   |
| Deportivo Quevedo | 2 - 1     | Luq San          |
| Olmedo            | 1 - 0     | Everest          |
| Aucas             | 6 - 1     | 9 de Octubre     |

| Fecha 8         | Fecha 8   | Fecha 8           |
| Equipo Local    | Resultado | Equipo Visitante  |
| --------------- | --------- | ----------------- |
| 9 de Octubre    | 0 - 2     | Deportivo Quevedo |
| U. D. Valdez    | 1 - 1     | Everest           |
| Milagro S. C.   | 1 - 1     | Luq San           |
| Audaz Octubrino | 1 - 1     | Olmedo            |
| Bonita Banana   | 1 - 3     | Aucas             |
| Liga de Cuenca  | 2 - 1     | América de Quito  |

| Fecha 9          | Fecha 9   | Fecha 9           |
| Equipo Local     | Resultado | Equipo Visitante  |
| ---------------- | --------- | ----------------- |
| Luq San          | 2 - 2     | 9 de Octubre      |
| U. D. Valdez     | 2 - 1     | Milagro S. C.     |
| Audaz Octubrino  | 3 - 0     | Deportivo Quevedo |
| Liga de Cuenca   | 0 - 1     | Bonita Banana     |
| Aucas            | 1 - 0     | Olmedo            |
| América de Quito | 1 - 0     | Everest           |

| Fecha 10          | Fecha 10  | Fecha 10         |
| Equipo Local      | Resultado | Equipo Visitante |
| ----------------- | --------- | ---------------- |
| Everest           | 3 - 2     | Liga de Cuenca   |
| Bonita Banana     | 1 - 1     | Luq San          |
| Deportivo Quevedo | 1 - 1     | Aucas            |
| U. D. Valdez      | 2 - 1     | Audaz Octubrino  |
| Olmedo            | 1 - 1     | 9 de Octubre     |
| América de Quito  | 3 - 0     | Milagro S. C.    |

| Fecha 11          | Fecha 11  | Fecha 11         |
| Equipo Local      | Resultado | Equipo Visitante |
| ----------------- | --------- | ---------------- |
| 9 de Octubre      | 1 - 3     | Everest          |
| Luq San           | 2 - 0     | Liga de Cuenca   |
| Audaz Octubrino   | 1 - 1     | América de Quito |
| Deportivo Quevedo | 1 - 0     | Bonita Banana    |
| Olmedo            | 0 - 5     | U. D. Valdez     |
| Aucas             | 6 - 0     | Milagro S. C.    |

| Fecha 12         | Fecha 12  | Fecha 12          |
| Equipo Local     | Resultado | Equipo Visitante  |
| ---------------- | --------- | ----------------- |
| 9 de Octubre     | 3 - 1     | Audaz Octubrino   |
| Everest          | 4 - 0     | Milagro S. C.     |
| U. D. Valdez     | 1 - 0     | Aucas             |
| Liga de Cuenca   | 3 - 1     | Deportivo Quevedo |
| Olmedo           | 2 - 0     | Luq San           |
| América de Quito | 2 - 0     | Bonita Banana     |

| Fecha 13          | Fecha 13  | Fecha 13         |
| Equipo Local      | Resultado | Equipo Visitante |
| ----------------- | --------- | ---------------- |
| 9 de Octubre      | 1 - 1     | U. D. Valdez     |
| Luq San           | 3 - 2     | Everest          |
| Milagro S. C.     | 1 - 0     | Liga de Cuenca   |
| Bonita Banana     | 4 - 2     | Olmedo           |
| Deportivo Quevedo | 0 - 1     | América de Quito |
| Aucas             | 1 - 1     | Audaz Octubrino  |

| Fecha 14         | Fecha 14  | Fecha 14          |
| Equipo Local     | Resultado | Equipo Visitante  |
| ---------------- | --------- | ----------------- |
| Everest          | 2 - 1     | Aucas             |
| U. D. Valdez     | 0 - 0     | Bonita Banana     |
| Audaz Octubrino  | 5 - 0     | Milagro S. C.     |
| Liga de Cuenca   | 2 - 0     | 9 de Octubre      |
| Olmedo           | 0 - 0     | Deportivo Quevedo |
| América de Quito | 5 - 0     | Luq San           |

| Fecha 15          | Fecha 15  | Fecha 15         |
| Equipo Local      | Resultado | Equipo Visitante |
| ----------------- | --------- | ---------------- |
| 9 de Octubre      | 2 - 0     | América de Quito |
| Luq San           | 1 - 2     | Audaz Octubrino  |
| Milagro S. C.     | 1 - 1     | Olmedo           |
| Bonita Banana     | 8 - 1     | Everest          |
| Deportivo Quevedo | 2 - 0     | U. D. Valdez     |
| Aucas             | 1 - 2     | Liga de Cuenca   |

| Fecha 16         | Fecha 16  | Fecha 16          |
| Equipo Local     | Resultado | Equipo Visitante  |
| ---------------- | --------- | ----------------- |
| Everest          | 1 - 1     | Deportivo Quevedo |
| U. D. Valdez     | 2 - 0     | Luq San           |
| Milagro S. C.    | 1 - 1     | 9 de Octubre      |
| Bonita Banana    | 1 - 1     | Audaz Octubrino   |
| Liga de Cuenca   | 4 - 1     | Olmedo            |
| América de Quito | 1 - 1     | Aucas             |

| Fecha 17          | Fecha 17  | Fecha 17         |
| Equipo Local      | Resultado | Equipo Visitante |
| ----------------- | --------- | ---------------- |
| 9 de Octubre      | 0 - 4     | Bonita Banana    |
| U. D. Valdez      | 1 - 0     | Liga de Cuenca   |
| Deportivo Quevedo | 1 - 1     | Milagro S. C.    |
| Audaz Octubrino   | 2 - 3     | Everest          |
| Olmedo            | 0 - 0     | América de Quito |
| Aucas             | 5 - 0     | Luq San          |

| Fecha 18         | Fecha 18  | Fecha 18          |
| Equipo Local     | Resultado | Equipo Visitante  |
| ---------------- | --------- | ----------------- |
| 9 de Octubre     | 1 - 1     | Aucas             |
| Luq San          | 0 - 0     | Deportivo Quevedo |
| Everest          | 4 - 1     | Olmedo            |
| Bonita Banana    | 2 - 0     | Milagro S. C.     |
| Liga de Cuenca   | 3 - 1     | Audaz Octubrino   |
| América de Quito | 1 - 1     | U. D. Valdez      |

| Fecha 18          | Fecha 18  | Fecha 18         |
| Equipo Local      | Resultado | Equipo Visitante |
| ----------------- | --------- | ---------------- |
| Luq San           | 3 - 0     | Milagro S. C.    |
| Everest           | 1 - 0     | U. D. Valdez     |
| Deportivo Quevedo | 0 - 2     | 9 de Octubre     |
| Olmedo            | 3 - 3     | Audaz Octubrino  |
| Aucas             | 1 - 2     | Bonita Banana    |
| América de Quito  | 1 - 2     | Liga de Cuenca   |

| Fecha 20          | Fecha 20  | Fecha 20         |
| Equipo Local      | Resultado | Equipo Visitante |
| ----------------- | --------- | ---------------- |
| 9 de Octubre      | 1 - 2     | Luq San          |
| Everest           | 1 - 2     | América de Quito |
| Bonita Banana     | 3 - 0     | Liga de Cuenca   |
| Deportivo Quevedo | 1 - 0     | Audaz Octubrino  |
| Milagro S. C.     | 1 - 1     | U. D. Valdez     |
| Olmedo            | 1 - 1     | Aucas            |

| Fecha 21       | Fecha 21  | Fecha 21          |
| Equipo Local   | Resultado | Equipo Visitante  |
| -------------- | --------- | ----------------- |
| 9 de Octubre   | 1 - 0     | Olmedo            |
| Luq San        | 0 - 5     | Bonita Banana     |
| U. D. Valdez   | 2 - 1     | Audaz Octubrino   |
| Milagro S. C.  | 2 - 0     | América de Quito  |
| Liga de Cuenca | 1 - 1     | Everest           |
| Aucas          | 4 - 1     | Deportivo Quevedo |

| Fecha 22         | Fecha 22  | Fecha 22          |
| Equipo Local     | Resultado | Equipo Visitante  |
| ---------------- | --------- | ----------------- |
| Everest          | 0 - 4     | 9 de Octubre      |
| U. D. Valdez     | 3 - 0     | Olmedo            |
| Milagro S. C.    | 4 - 2     | Aucas             |
| Bonita Banana    | 4 - 1     | Deportivo Quevedo |
| Liga de Cuenca   | 2 - 0     | Luq San           |
| América de Quito | 2 - 1     | Audaz Octubrino   |

### Tabla de posiciones
|  |  |     | Equipo            | PJ | PG | PE | PP | GF | GC | DG  | PTS |
|  |  | --- | ----------------- | -- | -- | -- | -- | -- | -- | --- | --- |
|  |  | 1.  | Bonita Banana     | 22 | 13 | 4  | 5  | 49 | 19 | +30 | 30  |
|  |  | 2.  | U. D. Valdez      | 22 | 11 | 7  | 4  | 31 | 19 | +12 | 29  |
|  |  | 3.  | América de Quito  | 22 | 12 | 5  | 5  | 32 | 21 | +11 | 29  |
|  |  | 4.  | Everest           | 22 | 11 | 4  | 7  | 37 | 36 | +1  | 26  |
|  |  | 5.  | Liga de Cuenca    | 22 | 11 | 3  | 8  | 29 | 22 | +7  | 25  |
|  |  | 6.  | Aucas             | 22 | 8  | 8  | 6  | 42 | 22 | +20 | 24  |
|  |  | 7.  | Deportivo Quevedo | 22 | 7  | 6  | 9  | 21 | 26 | -5  | 20  |
|  |  | 8.  | Audaz Octubrino   | 22 | 6  | 7  | 9  | 30 | 29 | +1  | 19  |
|  |  | 9.  | 9 de Octubre      | 22 | 6  | 6  | 10 | 28 | 38 | -10 | 18  |
|  |  | 10. | Luq San           | 22 | 5  | 6  | 11 | 21 | 43 | -22 | 16  |
|  |  | 11. | Milagro S. C.     | 22 | 4  | 7  | 11 | 19 | 40 | -21 | 15  |
|  |  | 12. | Olmedo            | 22 | 3  | 7  | 12 | 21 | 40 | -19 | 13  |

PJ = Partidos jugados; PG = Partidos ganados; PE = Partidos empatados; PP = Partidos perdidos; GF = Goles a favor; GC = Goles en contra; DG = Diferencia de gol; PTS = Puntos
|  | Campeón, ascendió a la Segunda etapa de la Serie A 1978.    |
|  | Subcampeón, ascendió a la Segunda etapa de la Serie A 1978. |

### Campeón
|                                                                                      |
| Bonita Banana Fútbol Club 1.er título Ascendió a la Segunda etapa de la Serie A 1978 |
| También ascendió Unión Deportiva Valdez como subcampeón.                             |

## Segunda etapa

### Relevo semestral de clubes
| Pos. | de la Primera etapa de la Serie A |
| ---- | --------------------------------- |
| 9º   | Liga de Quito                     |
| 10º  | Manta Sport                       |

| Pos. | de la Primera etapa de la Serie B |
| ---- | --------------------------------- |
| 1º   | Bonita Banana                     |
| 2º   | U. D. Valdez                      |

### Datos de los clubes
| Equipo            | Ciudad                                                | Provincia  |
| ----------------- | ----------------------------------------------------- | ---------- |
| América de Quito  | Quito                                                 | Pichincha  |
| Aucas             | Quito                                                 | Pichincha  |
| Audaz Octubrino   | Machala                                               | El Oro     |
| Deportivo Quevedo | Quevedo                                               | Los Ríos   |
| Everest           | Guayaquil                                             | Guayas     |
| Liga de Cuenca    | Cuenca                                                | Azuay      |
| Liga de Quito     | Quito                                                 | Pichincha  |
| Luq San           | Guayaquil                                             | Guayas     |
| Manta Sport       | [[Archivo:\|20x20px\|border\|Bandera de Manta]] Manta | Manabí     |
| Milagro S. C.     | Milagro                                               | Guayas     |
| Olmedo            | Riobamba                                              | Chimborazo |
| 9 de Octubre      | Guayaquil                                             | Guayas     |

### Equipos por ubicación geográfica
| Provincia  | N.º | Equipos                                            |
| ---------- | --- | -------------------------------------------------- |
| Guayas     | 4   | - Everest - Luq San - Milagro S. C. - 9 de Octubre |
| Pichincha  | 3   | - América de Quito - Aucas - Liga de Quito         |
| Azuay      | 1   | - Liga de Cuenca                                   |
| Chimborazo | 1   | - Olmedo                                           |
| El Oro     | 1   | - Audaz Octubrino                                  |
| Los Ríos   | 1   | - Deportivo Quevedo                                |
| Manabí     | 1   | - Manta Sport                                      |

|  |

### Partidos y resultados
| Fecha 1          | Fecha 1   | Fecha 1           |
| Equipo Local     | Resultado | Equipo Visitante  |
| ---------------- | --------- | ----------------- |
| Everest          | 1 - 1     | Milagro S. C.     |
| 9 de Octubre     | 0 - 1     | Manta Sport       |
| Luq San          | 1 - 0     | Liga de Cuenca    |
| Audaz Octubrino  | 3 - 0     | Deportivo Quevedo |
| Aucas            | 0 - 0     | Olmedo            |
| América de Quito | 2 - 2     | Liga de Quito     |

| Fecha 2          | Fecha 2   | Fecha 2           |
| Equipo Local     | Resultado | Equipo Visitante  |
| ---------------- | --------- | ----------------- |
| Luq San          | 0 - 2     | 9 de Octubre      |
| Manta Sport      | 0 - 0     | Everest           |
| Audaz Octubrino  | 2 - 1     | Milagro S. C.     |
| Olmedo           | 1 - 1     | Liga de Cuenca    |
| Aucas            | 0 - 0     | Liga de Quito     |
| América de Quito | 4 - 0     | Deportivo Quevedo |

| Fecha 3           | Fecha 3   | Fecha 3          |
| Equipo Local      | Resultado | Equipo Visitante |
| ----------------- | --------- | ---------------- |
| Luq San           | 1 - 0     | Audaz Octubrino  |
| Everest           | 3 - 0     | Olmedo           |
| Deportivo Quevedo | 1 - 1     | Manta Sport      |
| Liga de Cuenca    | 2 - 0     | Aucas            |
| América de Quito  | 5 - 1     | 9 de Octubre     |
| Liga de Quito     | 3 - 0     | Milagro S. C.    |

| Fecha 4          | Fecha 4   | Fecha 4           |
| Equipo Local     | Resultado | Equipo Visitante  |
| ---------------- | --------- | ----------------- |
| Everest          | 0 - 0     | Liga de Quito     |
| 9 de Octubre     | 1 - 1     | Aucas             |
| Manta Sport      | 1 - 1     | Liga de Cuenca    |
| Audaz Octubrino  | 4 - 3     | Olmedo            |
| Milagro S. C.    | 0 - 1     | Deportivo Quevedo |
| América de Quito | 3 - 1     | Luq San           |

| Fecha 5           | Fecha 5   | Fecha 5          |
| Equipo Local      | Resultado | Equipo Visitante |
| ----------------- | --------- | ---------------- |
| Luq San           | 0 - 0     | Aucas            |
| Milagro S. C.     | 2 - 3     | Manta Sport      |
| Deportivo Quevedo | 2 - 1     | Everest          |
| Liga de Cuenca    | 6 - 0     | 9 de Octubre     |
| Olmedo            | 3 - 2     | América de Quito |
| Liga de Quito     | 5 - 1     | Audaz Octubrino  |

| Fecha 6         | Fecha 6   | Fecha 6           |
| Equipo Local    | Resultado | Equipo Visitante  |
| --------------- | --------- | ----------------- |
| 9 de Octubre    | 3 - 2     | Everest           |
| Luq San         | 2 - 2     | Milagro S. C.     |
| Manta Sport     | 1 - 1     | Liga de Quito     |
| Audaz Octubrino | 2 - 2     | Liga de Cuenca    |
| Olmedo          | 1 - 0     | Deportivo Quevedo |
| Aucas           | 1 - 3     | América de Quito  |

| Fecha 7           | Fecha 7   | Fecha 7          |
| Equipo Local      | Resultado | Equipo Visitante |
| ----------------- | --------- | ---------------- |
| Everest           | 1 - 0     | Luq San          |
| 9 de Octubre      | 1 - 1     | Audaz Octubrino  |
| Manta Sport       | 1 - 1     | Aucas            |
| Milagro S. C.     | 0 - 0     | Olmedo           |
| Deportivo Quevedo | 1 - 1     | Liga de Quito    |
| Liga de Cuenca    | 2 - 2     | América de Quito |

| Fecha 8           | Fecha 8   | Fecha 8          |
| Equipo Local      | Resultado | Equipo Visitante |
| ----------------- | --------- | ---------------- |
| Milagro S. C.     | 1 - 1     | Aucas            |
| Audaz Octubrino   | 1 - 0     | Manta Sport      |
| Deportivo Quevedo | 0 - 1     | Liga de Cuenca   |
| Olmedo            | 4 - 0     | Luq San          |
| América de Quito  | 2 - 1     | Everest          |
| Liga de Quito     | 5 - 0     | 9 de Octubre     |

| Fecha 9           | Fecha 9   | Fecha 9          |
| Equipo Local      | Resultado | Equipo Visitante |
| ----------------- | --------- | ---------------- |
| Luq San           | 1 - 1     | Manta Sport      |
| Deportivo Quevedo | 1 - 0     | Aucas            |
| Audaz Octubrino   | 2 - 1     | Everest          |
| Olmedo            | 2 - 1     | 9 de Octubre     |
| América de Quito  | 1 - 0     | Milagro S. C.    |
| Liga de Quito     | 0 - 0     | Liga de Cuenca   |

| Fecha 10        | Fecha 10  | Fecha 10          |
| Equipo Local    | Resultado | Equipo Visitante  |
| --------------- | --------- | ----------------- |
| 9 de Octubre    | 1 - 1     | Milagro S. C.     |
| Luq San         | 0 - 0     | Deportivo Quevedo |
| Manta Sport     | 1 - 1     | América de Quito  |
| Audaz Octubrino | 0 - 4     | Aucas             |
| Liga de Cuenca  | 4 - 1     | Everest           |
| Liga de Quito   | 3 - 1     | Olmedo            |

| Fecha 11         | Fecha 11  | Fecha 11          |
| Equipo Local     | Resultado | Equipo Visitante  |
| ---------------- | --------- | ----------------- |
| 9 de Octubre     | 0 - 0     | Deportivo Quevedo |
| Luq San          | 2 - 1     | Liga de Quito     |
| Manta Sport      | 5 - 1     | Olmedo            |
| Liga de Cuenca   | 1 - 0     | Milagro S. C.     |
| América de Quito | 4 - 2     | Audaz Octubrino   |
| Aucas            | 1 - 2     | Everest           |

| Fecha 12          | Fecha 12  | Fecha 12         |
| Equipo Local      | Resultado | Equipo Visitante |
| ----------------- | --------- | ---------------- |
| Manta Sport       | 0 - 0     | 9 de Octubre     |
| Milagro S. C.     | 0 - 3     | Everest          |
| Deportivo Quevedo | 0 - 0     | Audaz Octubrino  |
| Liga de Cuenca    | 3 - 2     | Luq San          |
| Olmedo            | 2 - 1     | Aucas            |
| Liga de Quito     | 2 - 1     | América de Quito |

| Fecha 13          | Fecha 13  | Fecha 13         |
| Equipo Local      | Resultado | Equipo Visitante |
| ----------------- | --------- | ---------------- |
| 9 de Octubre      | 2 - 0     | Luq San          |
| Everest           | 1 - 0     | Manta Sport      |
| Deportivo Quevedo | 0 - 3     | América de Quito |
| Milagro S. C.     | 0 - 2     | Audaz Octubrino  |
| Liga de Cuenca    | 2 - 1     | Olmedo           |
| Liga de Quito     | 2 - 1     | Aucas            |

| Fecha 14        | Fecha 14  | Fecha 14          |
| Equipo Local    | Resultado | Equipo Visitante  |
| --------------- | --------- | ----------------- |
| 9 de Octubre    | 3 - 1     | América de Quito  |
| Manta Sport     | 1 - 1     | Deportivo Quevedo |
| Milagro S. C.   | 1 - 1     | Liga de Quito     |
| Audaz Octubrino | 4 - 1     | Luq San           |
| Olmedo          | 6 - 1     | Everest           |
| Aucas           | 1 - 0     | Liga de Cuenca    |

| Fecha 15          | Fecha 15  | Fecha 15         |
| Equipo Local      | Resultado | Equipo Visitante |
| ----------------- | --------- | ---------------- |
| Luq San           | 0 - 0     | América de Quito |
| Deportivo Quevedo | 1 - 0     | Milagro S. C.    |
| Olmedo            | 1 - 1     | Audaz Octubrino  |
| Liga de Cuenca    | 2 - 0     | Manta Sport      |
| Liga de Quito     | 2 - 0     | Everest          |
| Aucas             | 3 - 0     | 9 de Octubre     |

| Fecha 16          | Fecha 16  | Fecha 16         |
| Equipo Local      | Resultado | Equipo Visitante |
| ----------------- | --------- | ---------------- |
| 9 de Octubre      | 1 - 0     | Liga de Cuenca   |
| Manta Sport       | 4 - 3     | Milagro S. C.    |
| Deportivo Quevedo | 2 - 1     | Everest          |
| Audaz Octubrino   | 1 - 0     | Liga de Quito    |
| América de Quito  | 4 - 0     | Olmedo           |
| Aucas             | 4 - 0     | Luq San          |

| Fecha 17          | Fecha 17  | Fecha 17         |
| Equipo Local      | Resultado | Equipo Visitante |
| ----------------- | --------- | ---------------- |
| Everest           | 2 - 2     | 9 de Octubre     |
| Milagro S. C.     | 3 - 1     | Luq San          |
| Deportivo Quevedo | 1 - 1     | Olmedo           |
| Liga de Cuenca    | 2 - 0     | Audaz Octubrino  |
| América de Quito  | 1 - 1     | Aucas            |
| Liga de Quito     | 4 - 2     | Manta Sport      |

| Fecha 18         | Fecha 18  | Fecha 18          |
| Equipo Local     | Resultado | Equipo Visitante  |
| ---------------- | --------- | ----------------- |
| Luq San          | 2 - 1     | Everest           |
| Audaz Octubrino  | 1 - 0     | 9 de Octubre      |
| Olmedo           | 8 - 0     | Milagro S. C.     |
| Aucas            | 3 - 0     | Manta Sport       |
| América de Quito | 2 - 2     | Liga de Cuenca    |
| Liga de Quito    | 5 - 0     | Deportivo Quevedo |

| Fecha 19       | Fecha 19  | Fecha 19          |
| Equipo Local   | Resultado | Equipo Visitante  |
| -------------- | --------- | ----------------- |
| Everest        | 1 - 1     | América de Quito  |
| 9 de Octubre   | 1 - 1     | Liga de Quito     |
| Luq San        | 2 - 0     | Olmedo            |
| Manta Sport    | 0 - 4     | Audaz Octubrino   |
| Liga de Cuenca | 3 - 1     | Deportivo Quevedo |
| Aucas          | 2 - 1     | Milagro S. C.     |

| Fecha 20       | Fecha 20  | Fecha 20          |
| Equipo Local   | Resultado | Equipo Visitante  |
| -------------- | --------- | ----------------- |
| Everest        | 0 - 0     | Audaz Octubrino   |
| 9 de Octubre   | 4 - 0     | Olmedo            |
| Manta Sport    | 1 - 0     | Luq San           |
| Milagro S. C.  | 0 - 12    | América de Quito  |
| Liga de Cuenca | 1 - 1     | Liga de Quito     |
| Aucas          | 3 - 1     | Deportivo Quevedo |

| Fecha 21          | Fecha 21  | Fecha 21         |
| Equipo Local      | Resultado | Equipo Visitante |
| ----------------- | --------- | ---------------- |
| Everest           | 0 - 0     | Liga de Cuenca   |
| Deportivo Quevedo | 3 - 0     | Luq San          |
| Milagro S. C.     | 1 - 2     | 9 de Octubre     |
| Olmedo            | 1 - 1     | Liga de Quito    |
| Aucas             | 0 - 3     | Audaz Octubrino  |
| América de Quito  | 3 - 2     | Manta Sport      |

| Fecha 22          | Fecha 22  | Fecha 22         |
| Equipo Local      | Resultado | Equipo Visitante |
| ----------------- | --------- | ---------------- |
| Everest           | 1 - 1     | Aucas            |
| Deportivo Quevedo | 1 - 2     | 9 de Octubre     |
| Audaz Octubrino   | 5 - 2     | América de Quito |
| Milagro S. C.     | 0 - 0     | Liga de Cuenca   |
| Olmedo            | 1 - 0     | Manta Sport      |
| Liga de Quito     | 3 - 1     | Luq San          |

### Tabla de posiciones
|  |  |     | Equipo            | PJ | PG | PE | PP | GF | GC | DG  | PTS |
|  |  | --- | ----------------- | -- | -- | -- | -- | -- | -- | --- | --- |
|  |  | 1.  | América de Quito  | 22 | 13 | 5  | 4  | 64 | 30 | +34 | 31  |
|  |  | 2.  | Liga de Quito     | 22 | 10 | 9  | 3  | 42 | 17 | +25 | 29  |
|  |  | 3.  | Liga de Cuenca    | 22 | 10 | 9  | 3  | 35 | 17 | +18 | 29  |
|  |  | 4.  | Audaz Octubrino   | 22 | 12 | 5  | 5  | 37 | 31 | +6  | 29  |
|  |  | 5.  | 9 de Octubre      | 22 | 8  | 7  | 7  | 27 | 34 | -7  | 23  |
|  |  | 6.  | Aucas             | 22 | 7  | 8  | 7  | 29 | 22 | +7  | 22  |
|  |  | 7.  | Olmedo            | 22 | 8  | 5  | 9  | 36 | 35 | +1  | 21  |
|  |  | 8.  | Manta Sport       | 22 | 5  | 9  | 8  | 25 | 30 | -5  | 19  |
|  |  | 9.  | Everest           | 22 | 5  | 7  | 10 | 24 | 33 | -9  | 17  |
|  |  | 10. | Deportivo Quevedo | 22 | 5  | 7  | 10 | 17 | 31 | -14 | 17  |
|  |  | 11. | Luq San           | 22 | 5  | 4  | 13 | 17 | 41 | -24 | 14  |
|  |  | 12. | Milagro S. C.     | 22 | 1  | 7  | 14 | 17 | 52 | -35 | 9   |

PJ = Partidos jugados; PG = Partidos ganados; PE = Partidos empatados; PP = Partidos perdidos; GF = Goles a favor; GC = Goles en contra; DG = Diferencia de gol; PTS = Puntos
|  | Campeón, ascendió a la Serie A 1979.    |
|  | Subcampeón, ascendió a la Serie A 1979. |

### Campeón
|                                                                |
| Club Deportivo América 1.er título Ascendió a la Serie A 1979  |
| También ascendió Liga Deportiva Universitaria como subcampeón. |

## Tabla acumulada
|  |  |     | Equipo            | PJ | PG | PE | PP | GF | GC | DG  | PTS |
|  |  | --- | ----------------- | -- | -- | -- | -- | -- | -- | --- | --- |
|  |  | 1.  | América de Quito  | 44 | 25 | 10 | 9  | 96 | 51 | +45 | 60  |
|  |  | 2.  | Liga de Cuenca    | 44 | 21 | 12 | 11 | 64 | 39 | +25 | 54  |
|  |  | 3.  | Audaz Octubrino   | 44 | 18 | 12 | 14 | 67 | 60 | +7  | 48  |
|  |  | 4.  | Aucas             | 44 | 15 | 16 | 13 | 71 | 44 | +27 | 46  |
|  |  | 5.  | Everest           | 44 | 16 | 11 | 17 | 61 | 69 | -8  | 43  |
|  |  | 6.  | 9 de Octubre      | 44 | 14 | 13 | 17 | 55 | 72 | -17 | 41  |
|  |  | 7.  | Deportivo Quevedo | 44 | 12 | 13 | 19 | 38 | 57 | -19 | 37  |
|  |  | 8.  | Olmedo            | 44 | 11 | 12 | 21 | 57 | 75 | -18 | 33  |
|  |  | 9.  | Bonita Banana     | 22 | 13 | 4  | 5  | 49 | 19 | +30 | 30  |
|  |  | 10. | Luq San           | 44 | 10 | 10 | 24 | 38 | 84 | -46 | 30  |
|  |  | 11. | Liga de Quito     | 22 | 10 | 9  | 3  | 42 | 17 | +25 | 29  |
|  |  | 12. | U. D. Valdez      | 22 | 11 | 7  | 4  | 31 | 19 | +12 | 29  |
|  |  | 13. | Milagro S. C.     | 44 | 5  | 14 | 25 | 36 | 92 | -56 | 24  |
|  |  | 14. | Manta Sport       | 22 | 5  | 9  | 8  | 25 | 30 | -5  | 19  |

PJ = Partidos jugados; PG = Partidos ganados; PE = Partidos empatados; PP = Partidos perdidos; GF = Goles a favor; GC = Goles en contra; DG = Diferencia de gol; PTS = Puntos
|  | Ascendieron a la Serie A como Campeones.    |
|  | Ascendieron a la Serie A como Subcampeones. |
|  | Descendieron a la Segunda Categoría.        |

## Goleador
| Jugador        | Equipo | Goles |
| -------------- | ------ | ----- |
| Carlos Spadoni | Aucas  | 24    |